# フロランタン

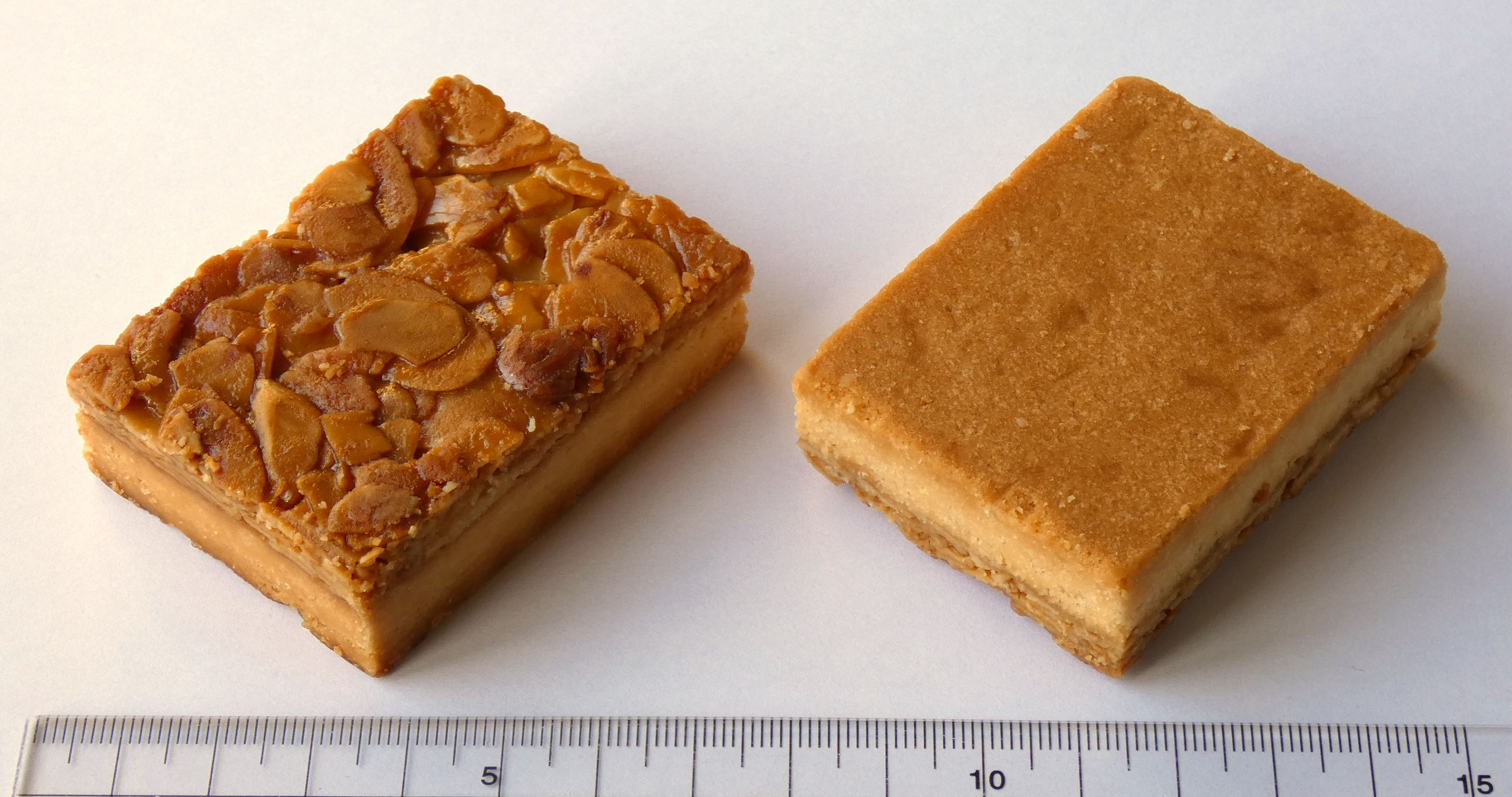

フロランタン（仏: florentins）はフランスの菓子。ドイツではフロレンティーナ（独: Florentiner）と呼ばれる。いずれにせよ「フィレンツェの」という意味で、カトリーヌ・ド・メディシスがアンリ2世のもとへ嫁ぐ際にイタリアから伝えた。また、パリの製菓職人フロランが考案した、イタリアとは何の関わりもない菓子という説もある。
クッキー生地にキャラメルでコーティングしたナッツ類（多くはアーモンドスライス）をのせて焼き上げてつくる糖菓。ドイツ、オーストリア方面で好まれ、土着の菓子となった。